# Flassans-sur-Issole
Flassans-sur-Issole ist eine französische Gemeinde mit 3661 Einwohnern (Stand 1. Januar 2022) im Département Var in der Region Provence-Alpes-Côte d’Azur. Sie gehört zum Kanton Le Luc im Arrondissement Brignoles.

## Geografie
Der Ort liegt am rechten Ufer des Flusses Issole.

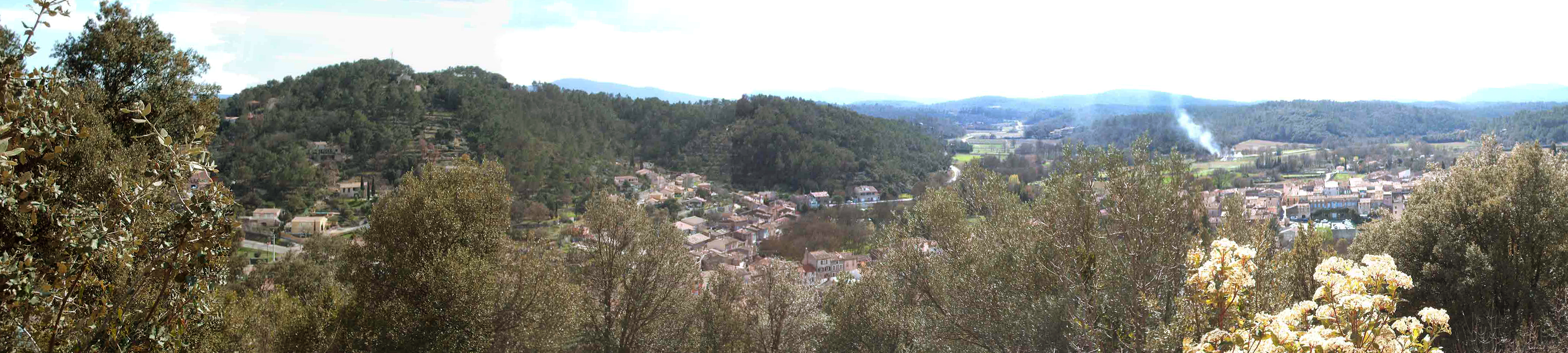
Blick vom Ortsteil Ville auf Flassans sur Issole

Die Ortschaften der Gemeinde sind Ville, Saint-Michel, L’Église, Les Boyer, Le Colombier, Saint-Benoît, Campdumy, Les Ferrages, Grande-Bastide, Pique-Roque, Saint-Aquilée, La Seigneurie, Saint-André, Bastide-Neuve, Peyrasol, Vauberaud, Pied-Gros, La Rouvière, Saint-Charles, Jauffret, Saint-Martin, Le Défends, Saint-Baillon, Maunier, Rouvède, Le Peyron, Mauvais-Plan, Barrièras, Bédin, Le Lac, L’Aubréguière, Le Coudonnier, Carteresse, Les Prieurs, Les Agus und Bayonny.

## Geschichte

### Ursprünge
Der Name des Ortes geht wahrscheinlich auf den Namen eines gallo-römischen Landgutes am Ufer der Issole zurück. Vom Namen Flaccius, dem Besitzer des Landgutes, der auch die Gerichtsbarkeit über die umliegenden Häuser innehatte, leitete sich Flaccianus ab, aus dem im Laufe der Zeit Flassans wurde. Eine andere Erklärung führt den Namen auf lateinisch Flatus Sanus, zu deutsch reine Luft, zurück. Der ursprüngliche gallische Name der Siedlung ist nicht überliefert. In jedem Fall ist jedoch die Besiedelung der Gemarkung seit vorgeschichtlicher Zeit belegt. Feuersteine aus der Bronzezeit wurden am Ufer der Issole gefunden. Ein Oppidum, Keramik und Reste von Behausungen sind auf dem Hügel von Maunier zu sehen. In Grande-Bastide, Coudonnier, Saint-Baillon, Saint-André, La Seigneurie und Petit Campdumy standen gallo-römische Villen. An zahlreichen Orten wurden Gräber, Bestattungsurnen, kleine Ölpressen und verschiedene Fragmente gefunden.
Unzweifelhaft ist auch, dass die heutigen Landgüter Pique-Roque, Saint-Martin, Abbréguière, Rouvède, Champagne-Neuve und einige andere auf den Fundamenten verlassener gallo-römischer und merovingischer Gründungen entstanden.

### Das Ende des römischen Reiches
Seit dem Niedergang des Römischen Reiches im 5. Jahrhundert bis zur Völkerwanderung und dem Sarazeneneinfall im 12. Jahrhundert war die ehemalige gallo-römische Provinz kein Schauplatz bedeutender politischer Ereignisse.
Bis etwa zum 10. Jahrhundert lagen die Häuser der Bewohner von Flassans weit verstreut auf den Fundamenten der alten römischen Gehöfte. Die zunehmende Unsicherheit im durch Unruhen und Barbareneinfälle geprägten frühen Mittelalters führte zur Entstehung befestigter feudaler Anlagen auf den Anhöhen die den Bewohnern der Ebene gegebenenfalls Schutz und Zuflucht geben konnten, sofern dies benötigt wurde. In dieser Zeit entstand auch der ehemalige Ortskern von Flassans-Ville.

### Das Hochmittelalter
Etwa seit dem 9. oder 10. Jahrhundert musste die Provence großes Leid, zahlreiche Verwüstungen und Plünderungen erdulden. Um diese Zeit verlegten die Einwohner von Flacians ihre Häuser in die Nähe und den Schutz der feudalen Festung, einem heute verfallenen Ort, der Ville oder Vieux Flassans genannt wird.
Hugo von Arles ließ zur Abwehr der Sarazenen, die von der Küste und vom Maurenmassif gegen den Ort zogen, an der Stelle des ehemaligen römischen Oppidums im 10. Jahrhundert einen Wachturm aufstellen.

### Vom 11. Jahrhundert bis zur Revolution
In der Feudalzeit lag die Herrschaft über Flassans bei der aus dem Vaucluse stammenden Dynastie der Pontevès. Unter ihrer Herrschaft wurde das Schloss im 14. Jahrhundert ausgebaut, das unter Jean de Pontevès, Großseneschall der Provence, zum Hauptquartier der provenzalischen Katholiken wurde. In den Hugenottenkriegen wurde es von den Protestanten eingenommen und geschleift.
Vom 17. Jahrhundert an gehörten zahlreiche Besitztümer des Ortes den Familien von Carcès und Simiane.

## Demografie
| Einwohner                                                                           | 1.710 | 1.298 | 1.264 | 1.171 | 1.154 | 1.103 | 1.049 | 931 | 947 | 925 | 846 | 834 | 858 | 891 | 962 | 905 | 1.040 | 1.501 | 1.934 | 2.948 | 3.661 |
| Ab 1962 offizielle Zahlen ohne Einwohner mit Zweitwohnsitz 2004: jährliche Erhebung |       |       |       |       |       |       |       |     |     |     |     |     |     |     |     |     |       |       |       |       |       |

## Sehenswürdigkeiten

### Sakralbauten
- Die Pfarrkirche Notre Dame de l’Assomption entstand im ausgehenden 19. Jahrhundert. Ihre Architektur ist vom romanischen Stil des 11. und 12. Jahrhunderts inspiriert.
- Die alte Pfarrkirche Notre Dame des Salles wurde im 17. Jahrhundert an Stelle der vorhergehenden mittelalterlichen Kirche errichtet und blieb bis zur Einweihung der neuen Pfarrkirche im Jahr 1871 die wichtigste Kirche des Ortes. 1924 wurde das baufällige Gebäude entweiht und verkauft. Bis in die 1970er Jahre dienten die Räume als Kinosaal. Nach der Sanierung der Bausubstanz beherbergt sie heute erneut das Kino des Ortes.
- Die Kapelle Saint Roch liegt im Ort an der Kreuzung der Straßen nach Gonfaron und Pignans. Die Kapelle wurde von der Bevölkerung aufgrund eines Gelübdes errichtet, das sie während der Pest von 1722 ablegten. Sie ist dem heiligen Rochus von Montpellier geweiht, der als Schutzpatron der Pestkranken gilt. Die Fassade und der Kirchturm wurden im 19. Jahrhundert erneuert.
- Die Kirche Notre Dame de consolation wurde im Jahr 1559 in Vieux Flassans (Ville) errichtet. In den 1970er Jahren wurde sie restauriert.
- Die Kapelle Saint Bernard
- Die Kapelle Saint Aquilée ist seit langer Zeit verfallen. Sie liegt auf einer der südlichen Anhöhen von Flassans. Ihr Bau an Stelle einer älteren Kapelle an diesem Ort wurde 1672 vom Bischof von Fréjus genehmigt.
- Notre dame du coudonnier
- Die Herrschaftskapelle von Blanquefort
- Das Landgut Peyrassol etwa vier Kilometer südöstlich von Flassans ist eine ehemalige Templerkommende, von der Reste der Kapelle erhalten sind, die dort in der Mitte des 13. Jahrhunderts entstand.

### Profanbauten
- Das Gebäude der Weinkooperative wurde 1912 nach Plänen des Architekten Boyer gebaut und 1925 vergrößert. In den 1970er Jahren wurden die Gebäude und Einrichtungen modernisiert.
- Die Ölmühle entstand wahrscheinlich in den 1820er Jahren. In den 1980er Jahren wurde sie von der Gemeinde Flassans erworben, restauriert und in einen Mehrzweckraum verwandelt. Heute beherbergt sie unter anderem die Gemeindebibliothek.
- Das Waschhaus Saint Michel entstand in der Mitte des 19. Jahrhunderts.
- Die Ruinen des Schlosses Ponteves liegen auf den nördlichen Anhöhen des Ortes. An den Ruinen werden durch die APARE[2] ehrenamtliche Bauarbeiten organisiert.
- Der Lac Redon ist ein nur zeitweise mit Wasser gefüllter See. Er wird in Zeiten starker Regenfälle geflutet und dient in den Trockenperioden als Wasserreservoir.

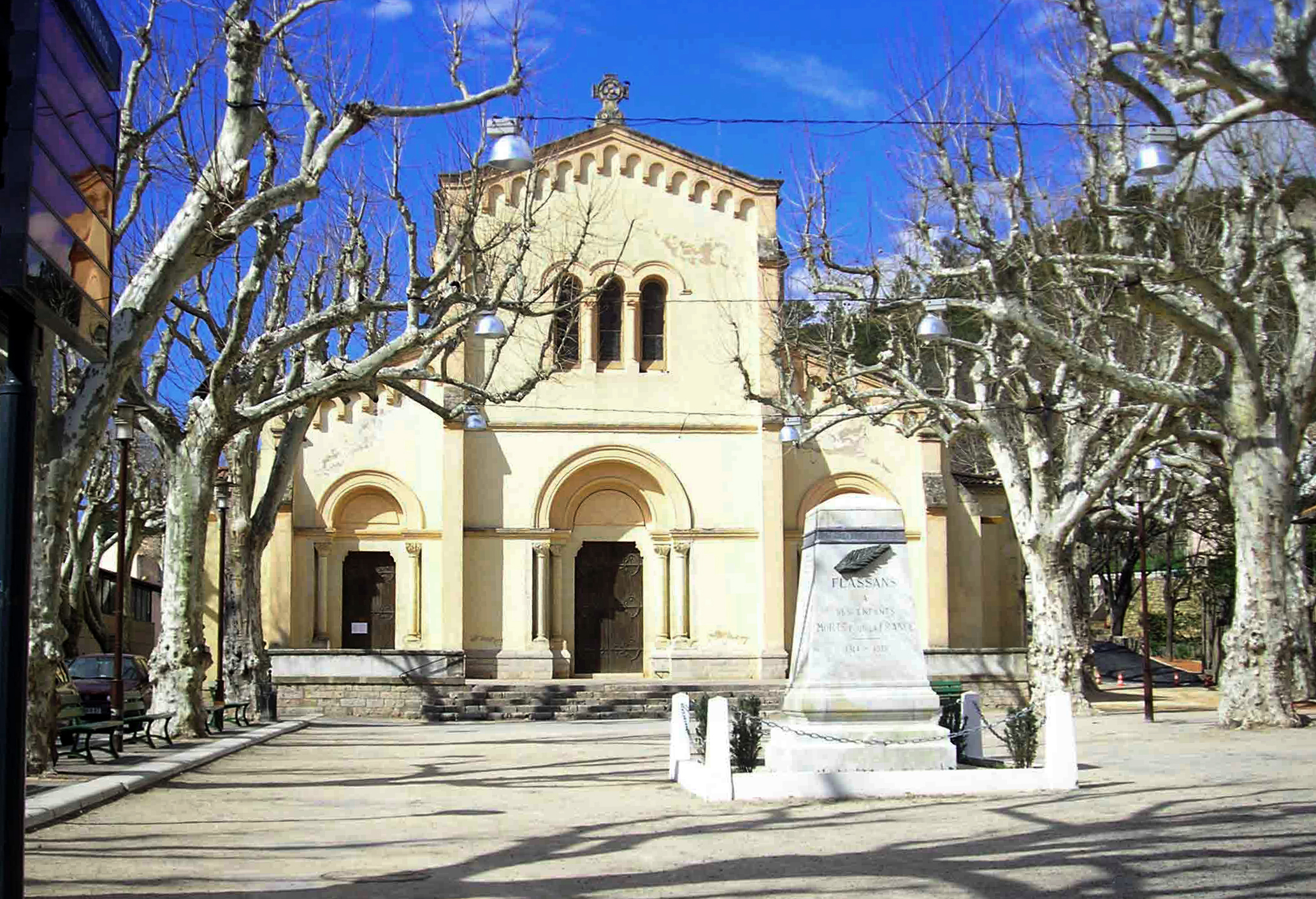
Pfarrkirche Notre Dame de l’Assomption in Flassans sur Issole.
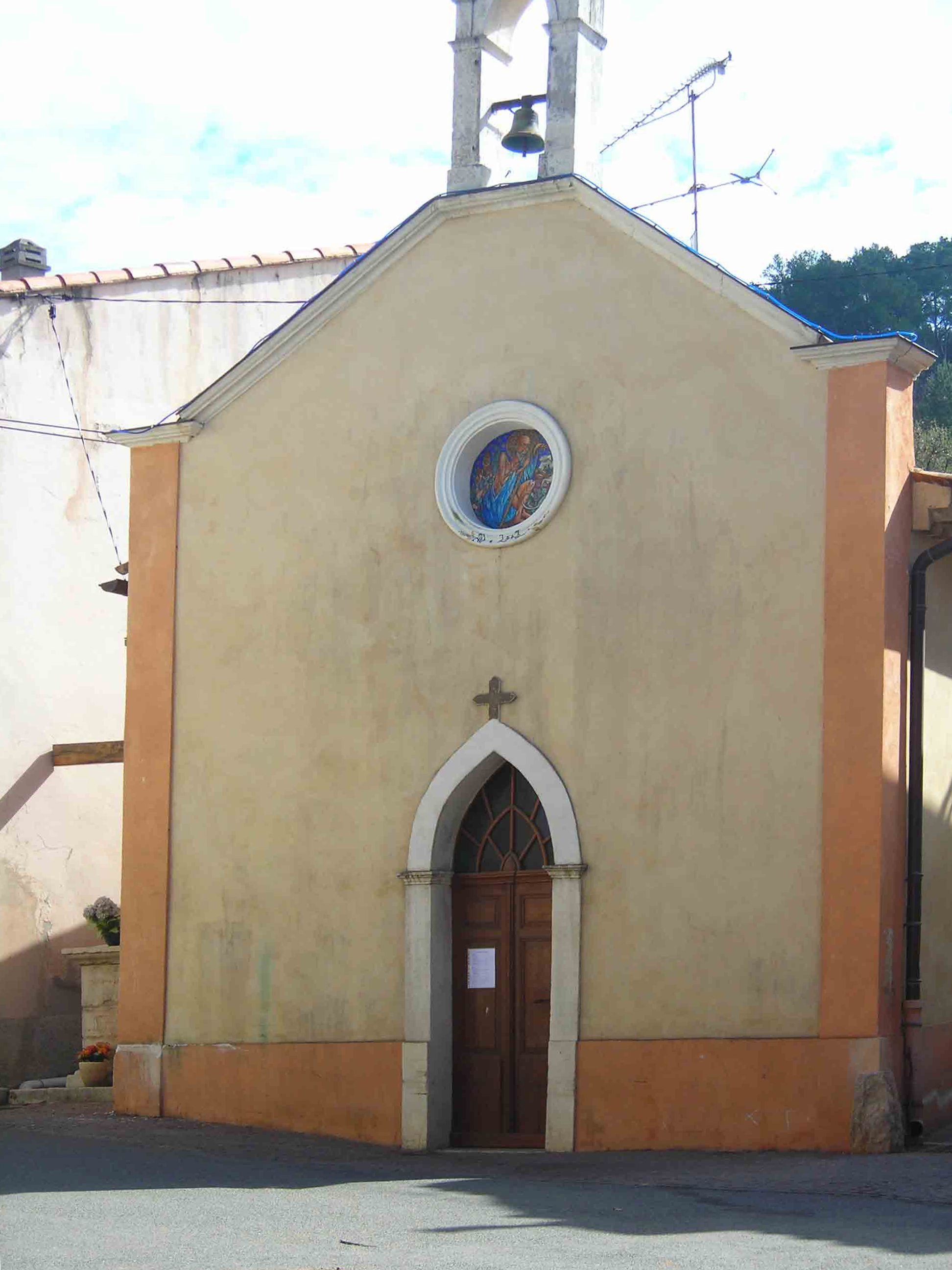
Fassade der Kapelle Saint Roch in Flassans sur Issolle
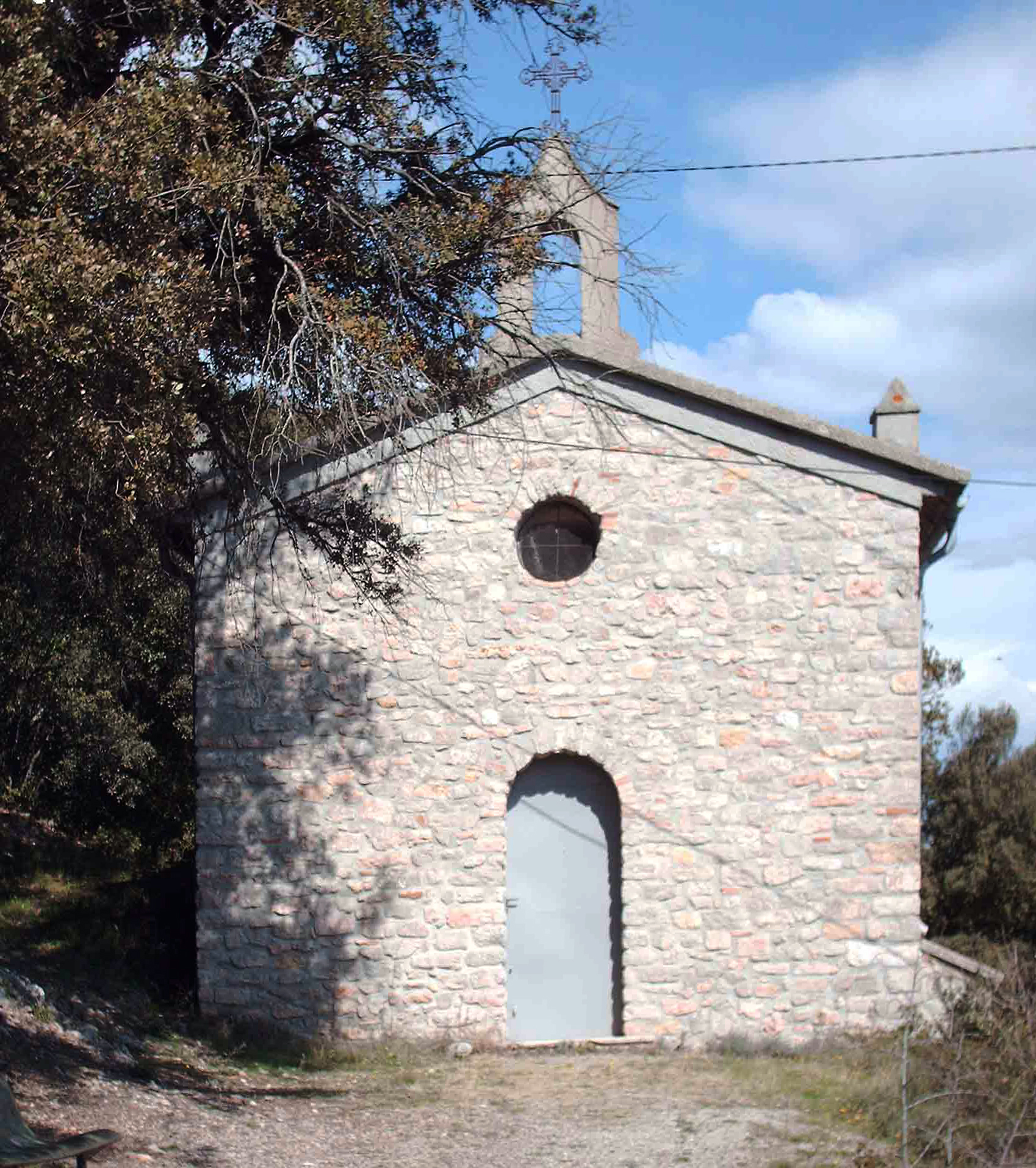
Fassade der Kirche Notre Dame de Consolation in Flassans-sur-Issole
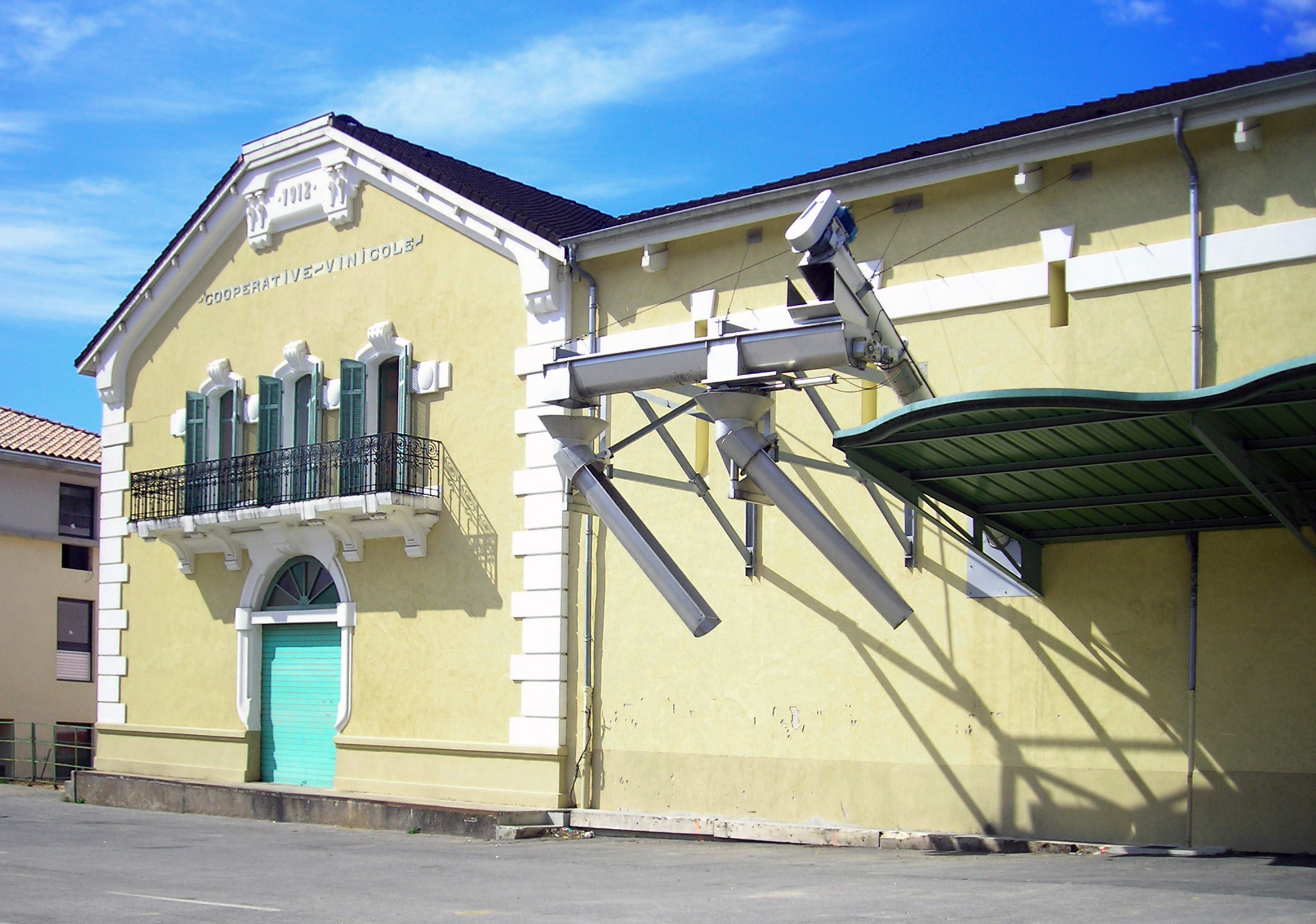
Weinbaukooperative Flassans sur Issole
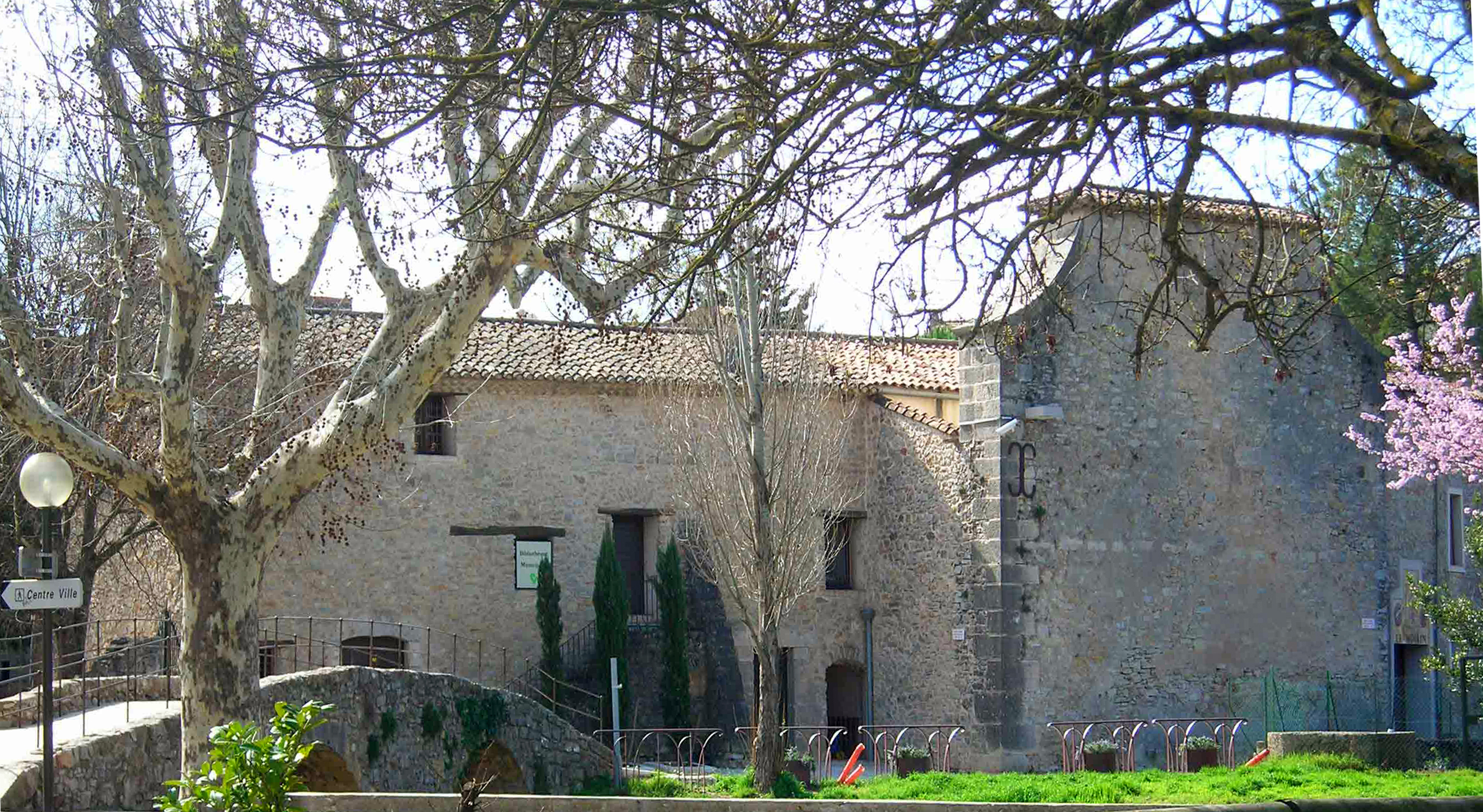
Ölmühle in Flassans sur Issole
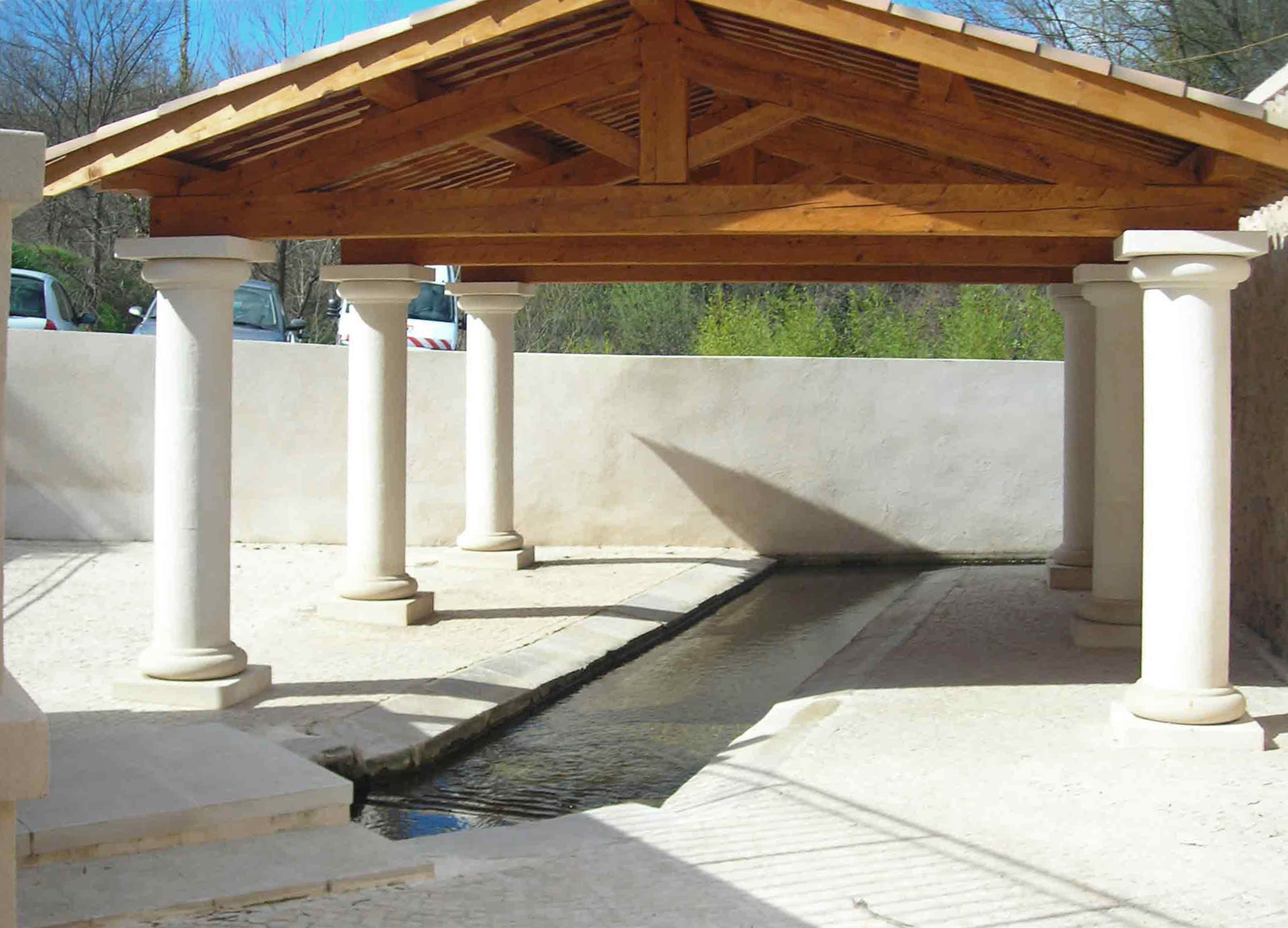
Lavoir in Flassans sur Issole

## Märkte und Veranstaltungen
- Das früher am 12. Mai in Saint-Achquilée veranstaltete Fest wird seit Jahrzehnten nicht mehr gefeiert.
- Am 20. August ist das Fest des Heiligen Bernard (Saint-Bernard).
- Am 15. August wird das Gemeindefest begangen (Fête locale).
- Freitags wird auf dem Rathausplatz Markt gehalten.
- An jedem ersten und dritten Sonntag des Monats findet ein Brocante, ein Trödelmarkt statt

## Persönlichkeiten
Marie de Bourbon, auch Mademoiselle de Condé genannt, erbte von ihrer Großmutter, der Prinzessin von Rohan-Soubise und ersten Gattin von Louis V. Joseph de Bourbon die in der Provence gelegenen Güter, darunter auch diejenigen in Flassans.
Der französische Organist, Musikkritiker und spätere Fernsehproduzent Bernard Gavotty wurde 1908 in Paris geboren. Seine Familie stammt aus der Provence. Die Familie Gavotty war Eigentümerin des bedeutenden Landgutes Campdumy in Flassans sur Issole.